# Backstreet Boys (album)
Backstreet Boys – pierwsza płyta zespołu Backstreet Boys, wydana 6 maja 1996 roku przez Jive Records. Sprzedaż na całym świecie przekroczyła 30 milionów płyt.
Album w Polsce uzyskał status platynowej płyty.

## Lista utworów
1. „We've Got It Goin' On” – 3:41
2. „Anywhere For You” – 4:42
3. „Get Down (You're the One for Me)” – 3:52
4. „I'll Never Break Your Heart” – 4:49
5. „Quit Playing Games (With My Heart)” – 3:53
6. „Boys Will Be Boys” – 4:06
7. „Just To Be Close to You” – 4:49
8. „I Wanna Be With You” – 4:06
9. „Every Time I Close My Eyes” – 3:56
10. „Darlin'” – 5:33
11. „Let's Have a Party” – 3:50
12. „Roll With It” – 4:41
13. „Nobody But You” – 3:03

## Notowania
| Kraj/Region | Pozycja | Status | Sprzedaż |
| ----------- | ------- | ------ | -------- |
| Węgry       | 1       |        |          |